# Steve Ripley
Pour les articles homonymes, voir Ripley.
Paul Steven Ripley, dit Steve Ripley, né le 1er janvier 1950 à Boise dans l'Idaho et mort le 3 janvier 2019 à Pawnee en Oklahoma, est un chanteur, compositeur, guitariste américain.

## Biographie
Steve Ripley est en particulier à l'origine du groupe « The Tractors » (country music : Tulsa Shuffle). En tant que musicien de sessions, il a joué entre autres avec Bob Dylan (sur Shot of Love), avec J.J. Cale (sur « 8 » et « Shades »)...
Ancien ingénieur du son, c'est un grand professionnel de la technique musicale : il a créé des guitares pour John Hiatt, Ry Cooder, Jimmy Buffett et Eddie Van Halen avant de racheter à Tulsa le studio d'enregistrement de Leon Russell baptisé « the Church Recording Studio » et de créer en 2002 son propre label musical Boy Rocking Records pour y produire divers artistes dont Leon Russell, The Red Dirt Rangers...

## Discographie

### Album solo
- 2002 : Ripley (Boy Rocking Records) avec The Jordanaires

### Avec les Tractors
- 1994 : The Tractors (Arista) avec Ry Cooder, Bonnie Raitt, Jim Keltner, J.J. Cale, Leon Russell...
- 1995 : Have yourself a Tractors Christmas (Arista) produit par Walt Richmond
- 1998 : Farmers in a changing world (Arista) avec Bonnie Raitt et Scotty Moore, D J Fontana, James Burton (3 musiciens d'Elvis Presley)...
- 2001 : Fast Girl (Boy Rocking Records) avec Leon Russell...
- 2002 : The big night (Boy Rocking Records) avec The Jordanaires
- 2002 : Rockin'it (compilation BMG)
- 2003 : All american country (compilation BMG)
- 2005 : The Kids record (Boy Rocking Records)
- 2009 : Trade Union (Boy Rocking Records)

### Participations
- 1979 : Makin' Music (MCA) de Clarence Gatemouth Brown et Roy Clark
- 2009 : Roll on (Because) de J.J. Cale avec Eric Clapton